# 旭川市立永山西小学校
旭川市立永山西小学校（あひかわしりつ ながやまにししょうがっこう）は、北海道旭川市永山7条に所在する公立小学校。
児童 451名（2024年現在）

## 沿革
年表
- 1891年（明治24年）- 私立永山西小学校を創立[2]。
- 1897年（明治30年）- 永山尋常高等小学校の設立により永山尋常高等小学校西分教場に改称[注 1][2]。
- 1941年（昭和16年）- 国民学校令施行により永山国民学校西分教場に改称[2]。
- 1947年（昭和22年）- 学校教育法施行により永山村立永山小学校西分教場に改称[2]。
- 1952年（昭和27年）- 独立により永山村立西小学校に改称、校章制定、校歌制定、校旗完成[2]。
- 1954年（昭和29年）- 町制施行により永山町立永山西小学校と改称[2]。
- 1961年（昭和36年）- 永山町が旭川市に合併により旭川市立永山西小学校と改称[2]。
- 1965年（昭和40年）- 現在地の永山7条11丁目に新校舎落成し移転[2]。
- 1974年（昭和49年）- 屋内体育館が落成[2]。
- 1977年（昭和52年）- 校舎増築工事完成[2]。
- 1979年（昭和54年）- プールが完成[2]。
- 1980年（昭和55年）- 永山南小学校と分離[2]。
- 1982年（昭和57年）- 体育館増築完成[2]。
- 1995年（平成7年）- 校舎改修工事完成[2]。
- 2022年（令和5年）- 新校舎増改築工事が着工[3]。

## 教育目標
- 夢をもって がんばる子ども[4]

## 学校行事
学校行事は以下の通り。
- 4月 - 1学期始業式、入学式
- 5月 - 運動会
- 6月 - 宿泊研修（5年）、遠足
- 7月 - 修学旅行、1学期終業式、夏季休業
- 8月 - 2学期始業式
- 9月 -
- 10月 - 学習発表会
- 11月 -
- 12月 - 学力検査、2学期終業式、冬季休業
- 1月 - 3学期始業式、スキー学習（3・4・5・6年）
- 2月 - スキー学習（1・2年）
- 3月 - 6年生を送る会、卒業式、修了式、学年末休業

## 通学区域
通学区域は以下の通り。
- 永山町5丁目 - 7丁目
- 永山北1条6丁目 - 7丁目
- 永山北2条6丁目 - 7丁目
- 永山北3条6丁目 - 7丁目
- 永山北4条6丁目
- 永山1条9丁目 - 14丁目
- 永山2条9丁目 - 14丁目
- 永山3条9丁目 - 14丁目
- 永山4条9丁目 - 14丁目
- 永山5条9丁目 - 14丁目
- 永山6条9丁目 - 14丁目
- 永山7条9丁目 - 14丁目
- 永山8条9丁目 - 14丁目
- 永山9条9丁目 - 14丁目
- 永山10条9丁目 - 14丁目

## 進学先中学校
- 旭川市立永山南中学校[7]
- 旭川市立永山中学校[7]

## 交通アクセス
バス
- 道北バス「永山6条10丁目」停留所下車、徒歩1分。